# エコビレッジ
エコビレッジとは、持続可能な生活様式と環境、社会、経済、精神的な調和を目指すコミュニティのことである。自然との共生、地域資源の活用、コミュニティの結束を重視し、現代社会の過剰消費や環境破壊に対抗するライフスタイルを実践することが多い。

## 定義
エコビレッジは、単なる住居の集合体ではなく、環境への配慮と共同体の協力を基盤とした新しい社会の形を提案するものである。
生態学的持続性：自然環境への負荷を減らすため、再生可能エネルギー、廃棄物削減、有機農業などを採用している。
社会的結束：住民が協力し、民主的な意思決定や文化的多様性を尊重するコミュニティを形成している。
経済的持続性：地産地消や資源共有を通じて、自給自足または地域経済を支える仕組みを構築している。
エコビレッジを通じて持続可能な社会を推進する国際的な非営利組織であるグローバル・エコビレッジ・ネットワーク（Ecovillage Network ／GEN）では、エコビレッジを「人間の活動が自然環境と統合され、健全な人間の発展を支え、未来世代に継承可能なコミュニティ」と定義している。

## 特徴
パーマカルチャーの実践、持続可能的な生活の追求などに特徴が見られる。多くのエコビレッジで有機農法や自然農法といった農業が中心的な要素となっている。
ただし、農業がエコビレッジの必須要件というわけではない。エコビレッジの中には、都市部や農地が限られた場所に位置するものもあり、省エネ建築、リサイクルシステムなど、食料生産以外の持続可能な取り組みに重点を置くエコビレッジも存在する。
農業中心のエコビレッジの事例
- 木の花ファミリー(日本)
- クリスチャニア(デンマーク)

食料生産を主目的としないエコビレッジの事例
- フィンドホーン（スコットランド）
- オーロヴィル（インド）

## 主要なエコビレッジ
- 木の花ファミリー(日本・静岡県)
- キブツ八ヶ岳（日本・山梨県）
- クリスタルウォーターズ（オーストラリア・QLD州）
- フィンドホーン（スコットランド）
- イサカ（米国・NY州）
- オーロヴィル（インド）
- ダマヌール（イタリア）

## 日本で主要なエコビレッジビルダー
- 滝沢泰平
- 山納銀之輔